# Нове (селище, Лозівський район)
Нове —  селище в Україні, у Лозівській міській громаді Лозівського району Харківської області. Населення становить 91 осіб. До 2018 орган місцевого самоврядування — Царедарівська сільська рада.

## Географія
Селище Нове примикає до села Царедарівка, за 5 км від міста Лозова. Поруч проходить залізниця, станція Нове.

## Історія
- 1929 — дата заснування.
- 12 червня 2020 року, відповідно до Розпорядження Кабінету Міністрів України  № 725-р «Про визначення адміністративних центрів та затвердження територій територіальних громад Харківської області», увійшло до складу Лозівської міської громади.[1]
- 17 липня 2020 року, в результаті адміністративно-територіальної реформи та ліквідації колишнього Лозівського району (1923—2020), увійшло до складу новоутвореного Лозівського району Харківської області.[2]

## Населення

### Мова
Розподіл населення за рідною мовою за даними :
| Мова       | Кількість | Відсоток |
| ---------- | --------- | -------- |
| українська | 84        | 92.31%   |
| російська  | 7         | 7.69%    |
| Усього     | 91        | 100%     |